# Trophée des présidents
Pour l’article homonyme, voir Coupe du Président.
Le Trophée des présidents (Presidents' Trophy en anglais) est un trophée de hockey sur glace d'Amérique du Nord, remis à l'équipe ayant accumulé le plus de points lors de la saison régulière de la Ligue nationale de hockey. Ce trophée ne désigne aucune personnalité, mais tout simplement l'ensemble des présidents et dirigeants des équipes et de la Ligue.
L'équipe gagnante remporte 350 000 dollars canadiens. Le trophée existe depuis la saison 1985-1986 de la LNH et les Red Wings de Détroit, qui l'ont gagné à six reprises, sont l'équipe l'ayant remporté le plus grand nombre de fois.

## Gagnants du Trophée des présidents

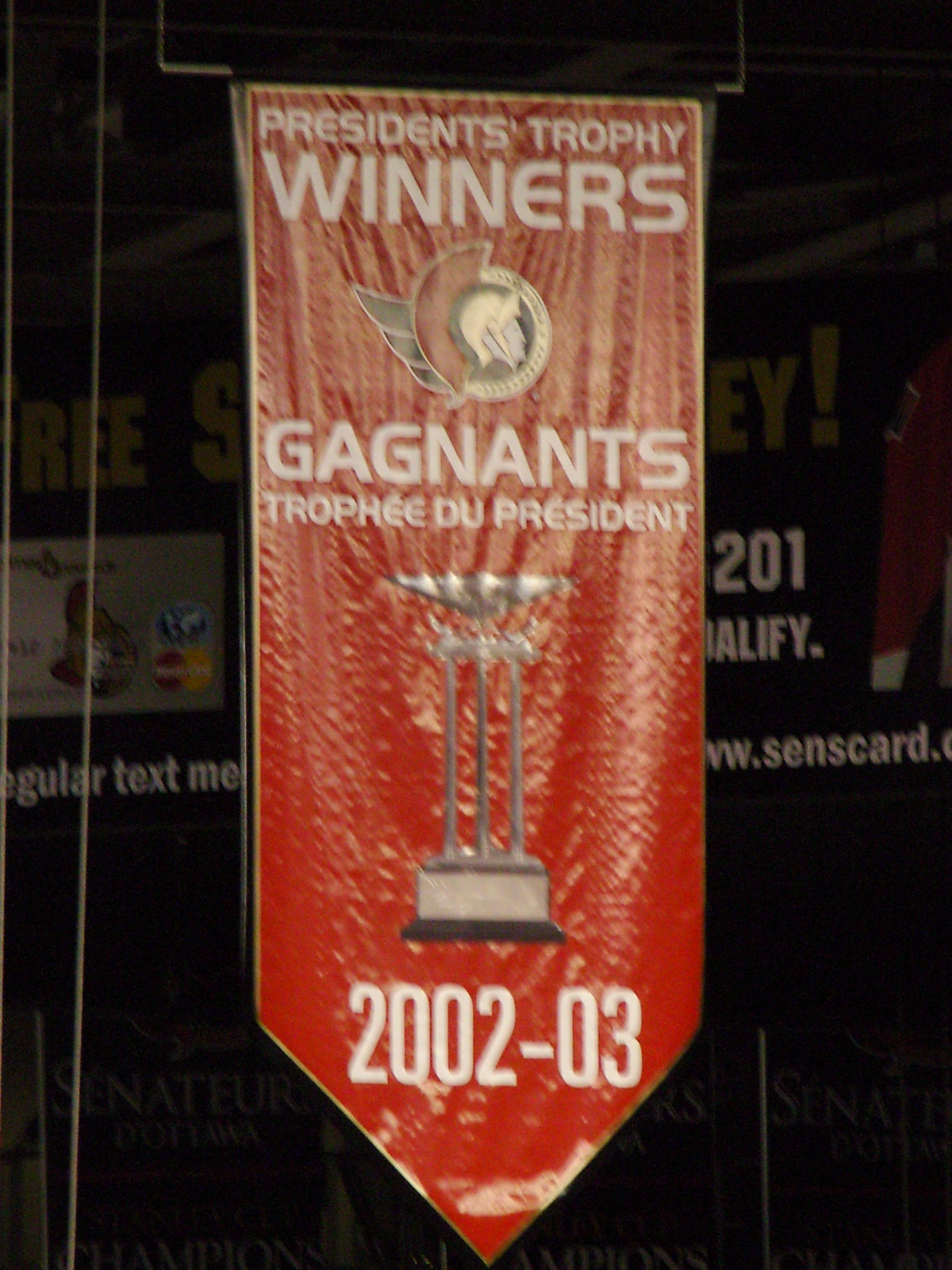
Bannière commémorant le Trophée des présidents des Sénateurs d'Ottawa en 2002-2003.

La liste ci-dessous présente l'ensemble des équipes ayant gagné le trophée depuis sa mise en place.
- Remporte la Coupe Stanley
- Défaite en finale de Coupe Stanley
- Défaite au 1er tour des séries éliminatoires

| Année     | Équipe                        | Points                        | Parcours en série                                              | Nb                            |
| --------- | ----------------------------- | ----------------------------- | -------------------------------------------------------------- | ----------------------------- |
| 1985-1986 | Oilers d'Edmonton             | 119                           | Défaite en finale de division contre Calgary                   | 1                             |
| 1986-1987 | Oilers d'Edmonton             | 105                           | Remporte la Coupe Stanley                                      | 2                             |
| 1987-1988 | Flames de Calgary             | 105                           | Défaite en finale de division contre Edmonton                  | 1                             |
| 1988-1989 | Flames de Calgary             | 117                           | Remporte la Coupe Stanley                                      | 2                             |
| 1989-1990 | Bruins de Boston              | 101                           | Défaite en finale de Coupe Stanley contre Edmonton             | 1                             |
| 1990-1991 | Blackhawks de Chicago         | 106                           | Défaite en demi-finale de division contre Minnesota            | 1                             |
| 1991-1992 | Rangers de New York           | 105                           | Défaite en finale de division contre Pittsburgh                | 1                             |
| 1992-1993 | Penguins de Pittsburgh        | 119                           | Défaite en finale de division contre les Islanders de New York | 1                             |
| 1993-1994 | Rangers de New York           | 112                           | Remporte la Coupe Stanley                                      | 2                             |
| 1994-1995 | Red Wings de Détroit          | 70                            | Défaite en finale de la Coupe Stanley contre New Jersey        | 1                             |
| 1995-1996 | Red Wings de Détroit          | 131                           | Défaite en finale d'association contre Colorado                | 2                             |
| 1996-1997 | Avalanche du Colorado         | 107                           | Défaite en finale d'association contre Détroit                 | 1                             |
| 1997-1998 | Stars de Dallas               | 109                           | Défaite en finale d'association contre Détroit                 | 1                             |
| 1998-1999 | Stars de Dallas               | 114                           | Remporte la Coupe Stanley                                      | 2                             |
| 1999-2000 | Blues de Saint-Louis          | 114                           | Défaite en quart de finale d'association contre San José       | 1                             |
| 2000-2001 | Avalanche du Colorado         | 118                           | Remporte la Coupe Stanley                                      | 2                             |
| 2001-2002 | Red Wings de Détroit          | 116                           | Remporte la Coupe Stanley                                      | 3                             |
| 2002-2003 | Sénateurs d'Ottawa            | 113                           | Défaite en finale d'association contre New Jersey              | 1                             |
| 2003-2004 | Red Wings de Détroit          | 109                           | Défaite en demi-finale d'association contre Calgary            | 4                             |
| 2004-2005 | Lock-out, aucun récipiendaire | Lock-out, aucun récipiendaire | Lock-out, aucun récipiendaire                                  | Lock-out, aucun récipiendaire |
| 2005-2006 | Red Wings de Détroit          | 124                           | Défaite en quart de finale d'association contre Edmonton       | 5                             |
| 2006-2007 | Sabres de Buffalo             | 113                           | Défaite en finale d'association contre Ottawa                  | 1                             |
| 2007-2008 | Red Wings de Détroit          | 115                           | Remporte la Coupe Stanley                                      | 6                             |
| 2008-2009 | Sharks de San José            | 117                           | Défaite en quart de finale d'association contre Anaheim        | 1                             |
| 2009-2010 | Capitals de Washington        | 121                           | Défaite en quart de finale d'association contre Montréal       | 1                             |
| 2010-2011 | Canucks de Vancouver          | 117                           | Défaite en finale de la Coupe Stanley contre Boston            | 1                             |
| 2011-2012 | Canucks de Vancouver          | 111                           | Défaite en quart de finale d'association contre Los Angeles    | 2                             |
| 2012-2013 | Blackhawks de Chicago         | 77                            | Remporte la Coupe Stanley                                      | 2                             |
| 2013-2014 | Bruins de Boston              | 117                           | Défaite en demi-finale d'association contre Montréal           | 2                             |
| 2014-2015 | Rangers de New York           | 113                           | Défaite en finale d'association contre Tampa Bay               | 3                             |
| 2015-2016 | Capitals de Washington        | 120                           | Défaite en demi-finale d'association contre Pittsburgh         | 2                             |
| 2016-2017 | Capitals de Washington        | 118                           | Défaite en demi-finale d'association contre Pittsburgh         | 3                             |
| 2017-2018 | Predators de Nashville        | 117                           | Défaite en demi-finale d'association contre Winnipeg           | 1                             |
| 2018-2019 | Lightning de Tampa Bay        | 128                           | Défaite en quart de finale d'association contre Columbus       | 1                             |
| 2019-2020 | Bruins de Boston              | 100                           | Défaite en demi-finale d'association contre Tampa Bay          | 3                             |
| 2020-2021 | Avalanche du Colorado         | 82                            | Défaite en demi-finale d'association contre Vegas              | 3                             |
| 2021-2022 | Panthers de la Floride        | 122                           | Défaite en demi-finale d'association contre Tampa Bay          | 1                             |
| 2022-2023 | Bruins de Boston              | 135                           | Défaite en quart de finale d'association contre Florida        | 4                             |
| 2023-2024 | Rangers de New York           | 114                           | Défaite en finale d'association contre Tampa Bay               | 4                             |
| 2024-2025 | Jets de Winnipeg              |                               | Défaite en quart de finale d'association contre Dallas         | 1                             |

## Référence
- (en) Article sur le site http://www.nhl.com

1. 1 2  En raison d'un lock-out, les équipes n'ont disputé que 48 matchs chacune.
2. 1 2  Saisons écourtées en raison de la pandémie de Covid-19.